# Leandro Putaro
Leandro Putaro (* 7. Januar 1997 in Göttingen) ist ein deutscher Fußballspieler, der auch die italienische Staatsbürgerschaft besitzt.

## Karriere

### Verein
Putaro hatte für zwei Vereine in seiner Geburtsstadt Göttingen gespielt, ehe er im Alter von neun Jahren zu Hannover 96 wechselte. 2010 ging er an das Nachwuchsleistungszentrum des Lokalrivalen VfL Wolfsburg, bei dem er ab den C-Junioren eingesetzt wurde. Im Juli 2015 trainierte er erstmals mit den Profis. Beim VfL Wolfsburg begann er eine Lehre zum Bürokaufmann, brach sie jedoch ab. Mit der A-Jugend der Wolfsburger nahm er 2015 an der Youth League teil und erzielte fünf Tore. Der VfL schied in der Gruppenphase als Letzter aus. Im Februar 2016 debütierte er in der Bundesliga bei der Auswärtsniederlage gegen den FC Schalke 04, als er in der Schlussphase für Nicklas Bendtner eingewechselt wurde.
Zur Saison 2016/17 wechselte Putaro für ein Jahr auf Leihbasis in die 2. Bundesliga zu Arminia Bielefeld. Die Ostwestfalen spielten bis zum Schluss gegen den Abstieg und hatten dabei mit Rüdiger Rehm und Jürgen Kramny zwei Cheftrainer entlassen, als zum 26. Spieltag der Luxemburger Jeff Saibene das Traineramt in Bielefeld übernahm. In neun Spielen gab es nur eine Niederlage bei fünf Unentschieden sowie drei Siegen und ein 1:1-Unentschieden am letzten Spieltag bei Dynamo Dresden bedeutete der direkte Klassenerhalt, da zeitgleich der TSV 1860 München beim 1. FC Heidenheim verlor. Putaro kam während dieser Saison in der Liga zu lediglich 15 Einsätzen und stand dabei in einzig zwei Partien in der Anfangself. Zur Saison 2017/18 erwarb Arminia Bielefeld schließlich die Transferrechte an ihm und stattete ihn mit einem Vertrag mit einer Laufzeit bis zum 30. Juni 2020 aus. Putaro kam allerdings auch in dieser Spielzeit nicht über die Reservistenrolle hinaus; in 19 Zweitligaspielen stand er in 10 in der Startelf. Anders als in der vorangegangenen Saison spielte Arminia Bielefeld nun um den Aufstieg in die Bundesliga und belegte am Ende der Spielzeit den vierten Tabellenplatz.
Am 17. August 2018 wechselte Putaro zunächst bis zum Ende der Saison 2018/19 auf Leihbasis zum Drittligisten und Zweitligaabsteiger Eintracht Braunschweig. Er kam unter den Cheftrainern Henrik Pedersen und André Schubert in 26 Ligaspielen zum Einsatz, in denen er zwei Tore erzielte. Die Braunschweiger spielten als Absteiger aus der Zweitklassigkeit lange Zeit gegen den Drittligaabstieg und erst am letzten Spieltag gelang ihnen der Klassenerhalt. Zur Saison 2019/20 erwarb Eintracht Braunschweig die Transferrechte an Putaro und stattete ihn mit einem Vertrag bis zum 30. Juni 2021 aus. Mit der Mannschaft stieg er 2020 in die 2. Bundesliga auf. Am 1. Februar 2021 wurde Putaros Vertrag aufgelöst.
Nur einen Tag später wurde der Mittelfeldspieler beim Drittligisten Sportclub Verl vorgestellt, bei dem er einen Kontrakt bis 2022 unterzeichnete. Putaro erhoffte sich unter Trainer Capretti mehr Spielzeit als bei seiner vorherigen Station in Braunschweig. Wegen Knieproblemen fiel er bis zum Saisonende aus. In der Spielzeit 2021/22 verpasste er nur fünf von 38 Drittligaspiele und kam dabei als rechter Außenstürmer oder als Mittelstürmer zum Einsatz.
Zur Saison 2022/23 schloss er sich dem VfL Osnabrück an. Im letzten Drittliga-Saisonspiel gegen Borussia Dortmund II schaffte er mit dem VfL durch einen 2:1-Sieg den Wiederaufstieg in die 2. Bundesliga. Ende August 2023 wurde er für den Rest der Saison an seinen ehemaligen Verein Arminia Bielefeld ausgeliehen. Mit der Arminia gewann er den Westfalenpokal 2023/24 durch einen 3:1-Sieg über den SC Verl. Anschließend kehrte er jedoch nicht nach Osnabrück zurück, sondern schloss sich dem Ligarivalen und Aufsteiger Alemannia Aachen an. Nach einem Jahr, in dem er acht Ligaspiele für die Alemannen bestritt, wechselte er nach Berlin zum BFC Dynamo in die Regionalliga Nordost.

### Nationalmannschaft
Putaro spielte im September 2012 für die deutschen U-16-Junioren. Im August 2013 absolvierte er drei Spiele für die U17. 2015 wurde er erstmals für die U19 nominiert und debütierte im Oktober 2015 im Spiel gegen die Vereinigten Staaten, in dem er ein Tor und zwei Vorlagen beisteuerte. Am 26. August 2016 wurde Putaro in den Kader der U-20-Nationalmannschaft berufen, für die er am 6. September 2016 sein Debüt gab.

## Persönliches
Sein Onkel Michele Putaro war im Amateurfußball aktiv und ist seit 2008 Physiotherapeut beim VfL Wolfsburg.

## Erfolge
VfL Osnabrück
- Aufstieg in die 2. Bundesliga: 2023

Arminia Bielefeld
- Westfalenpokalsieger: 2024